# 海上権力史論
『海上権力史論』（かいじょうけんりょくしろん、The Influence of Sea Power upon History, 1660~1783）は、アルフレッド・セイヤー・マハンによって1890年に刊行された海軍戦略の古典的著作である。

## 概要

### 著述と刊行
海軍軍人としての経歴を歩んだマハンは、1885年刊『メキシコ湾と内海』が評価されて海軍大学校で海軍史と海戦術を教育することになった。大学校での講義に基づいた著作『海上権力史論』により、マハンの戦略思想は幅広く注目された。

### 歴史研究
この研究はシーパワーが欧米史においてどのような歴史的影響があったのかを論じるものである。歴史研究ではシーパワーの意義や重要性は明確に認識されてはいない。マハンはローマ史の研究を参考にしている。
ポエニ戦争においてカルタゴに対してローマが勝利し、またナポレオン戦争においてフランスに対してイギリスが勝利したことから考えれば、海上の支配が勝者にあったという一致点が浮き彫りになる。しかし既存の研究で海洋に着目したものであり、海上権益を歴史の因果性の中で位置づけた研究は不十分であり、これを歴史研究を参照しつつ明らかにしようとするものである。
パクス・ブリタニカと呼ばれるイギリス帝国の覇権の時代や、オランダ、スペイン、フランスの失敗などの歴史的事例を参考にしながらシーパワーの重要性を示している。

### シーパワーの諸要素
この研究で特に重要な概念はシーパワーであるが、マハン自身はこれを厳密に定義したわけではない。これは海軍力だけではなく、海洋を経済的に活用する能力まで含む包括的なものである。
国家がシーパワーを発展させるためには後述するように構成要素に着目する必要があり、また海上戦闘の在り方が変化を指摘した。さらに海上戦闘の原則について制海権をいかに得るのかという問題を考察しており、集中や大胆さが海上作戦での原則と考えた。
マハンによれば
1. 地理的位置
2. 海岸線の形態
3. 領土範囲
4. 人口
5. 国民性
6. 政府の性格

がシーパワーに影響を及ぼす要素である。これらから構成されるシーパワーは生産、海運、植民地の連鎖とこれを保護するための海軍のそれぞれのバランスのとれた発展が海洋政策では求められる。

### 後の著作との関連
本書ではフランス革命以前の帆船時代の事例を扱っている。フランス革命期、そして、汽走海軍時代を扱う『海軍戦略』などの後の著作では、主張が微妙に発展・変化する。

## 書誌情報
- 『マハン海上権力史論』北村謙一 訳（原書房、1982年、新装版2008年） ISBN 978-4-562-04164-0
- 『マハン　戦略論大系5』戦略研究学会編（山内敏秀編著、芙蓉書房出版、2002年）、主要部収録